# Madrid City
Madrid City è un singolo della cantautrice spagnola Ana Mena, pubblicato il 29 settembre 2023 dall'etichetta Sony Music España.

## Descrizione
Il brano, scritto dalla stessa cantautrice con Andres Torres, Mauricio Rengifo e José Luis de la Peña, è prodotto da Andres Torres, Mauricio Rengifo e Tom Norris.

## Video musicale
Il video musicale, diretto da Quique Santamaría, è stato pubblicato in concomitanza all'uscita del brano attraverso il canale YouTube della cantautrice.

## Tracce
Testi e musiche di Ana Mena Rojas, Andres Torres, Mauricio Rengifo e José Luis de la Peña.
1. Madrid City – 2:52

## Formazione
Musicisti
- Ana Mena Rojas – voce

Produzione
- Andres Torres – produzione, registrazione
- Mauricio Rengifo – produzione, registrazione
- Tom Norris – produzione, mastering, missaggio

## Classifiche
| Classifica (2023) | Posizione massima |
| ----------------- | ----------------- |
| Spagna            | 8                 |